# 克蘭伯里 (新澤西州)
克蘭伯里（英語：Cranbury）是位於美國新澤西州米德爾塞克斯縣的一個鎮區。

## 地方資料
克蘭伯里的面積為34.79平方千米，當中陸地面積為34.40平方千米，而水域面積為0.39平方千米。根據2020年美國人口普查的數據，當地共有人口3842人，而人口密度為每平方千米110.43人。